# دانييلا كاردوسو
دانييلا كاردوسو (بالبرتغالية: Daniela Cardoso‏) هي منافسة ألعاب القوى برتغالية، ولدت في 15 ديسمبر 1991.

## وصلات خارجية
- دانييلا كاردوسو على موقع الاتحاد الدولي لألعاب القوى (الإنجليزية)
- دانييلا كاردوسو على موقع الاتحاد الأوروبي لألعاب القوى (الإنجليزية)
- دانييلا كاردوسو على موقع أوليمبيديا (الإنجليزية)